# Frithiof Carlson
Carl Frithiof Eugene Carlson, född 8 september 1849 på Skogby bruk, Nylands socken, Finland, död 10 februari 1921 i Uppsala, var en svensk banktjänstemän, tecknare och frivillig bibliotekarie.
Efter att han avslutade sin karriär inom bankvärlden flyttade han 1908 till Uppsala. För att få någon sysselsättning vände han sig till Uppsala universitetsbibliotek där han under drygt 10 år arbetade som frivillig medarbetare. Vid nyordningen av bibliotekets plansch- ock kartsamling lade han upp en lappkatalog över handteckningar och lavyrer. Samtidigt gjorde han då flera attributioner av teckningar som var utförda av okända personer. Som tecknare utförde han teckningar med landskapsmotiv och arkitekturbilder som minnen från resor inom och utom Sverige.  Förutom sitt geografiska och kulturhistoriska värde har dessa teckningar en hög konstnärlig kvalitet. Han var representerad med ett antal teckningar från Vaxholm vid utställningen Upland i konsten som visades i Uppsala 1943. Carlson är representerad vid Uppsala universitetsbibliotek  med ett 70-tal teckningar och Nationalmuseum. Han är begravd på Uppsala gamla kyrkogård.